# معركة عندان
كانت معركة عندان مواجهة مسلحة دامت عشر ساعات بين مقاتلي الجيش السوري الحر وجنود الجيش السوري والتي وقعت عندما حاولت قوات الجيش السوري الحر تجاوز حاجز عسكري كبير في المنطقة. في نهاية المعركة، استولى الجيش السوري الحر بنجاح على نقطة التفتيش.